# Böllingen

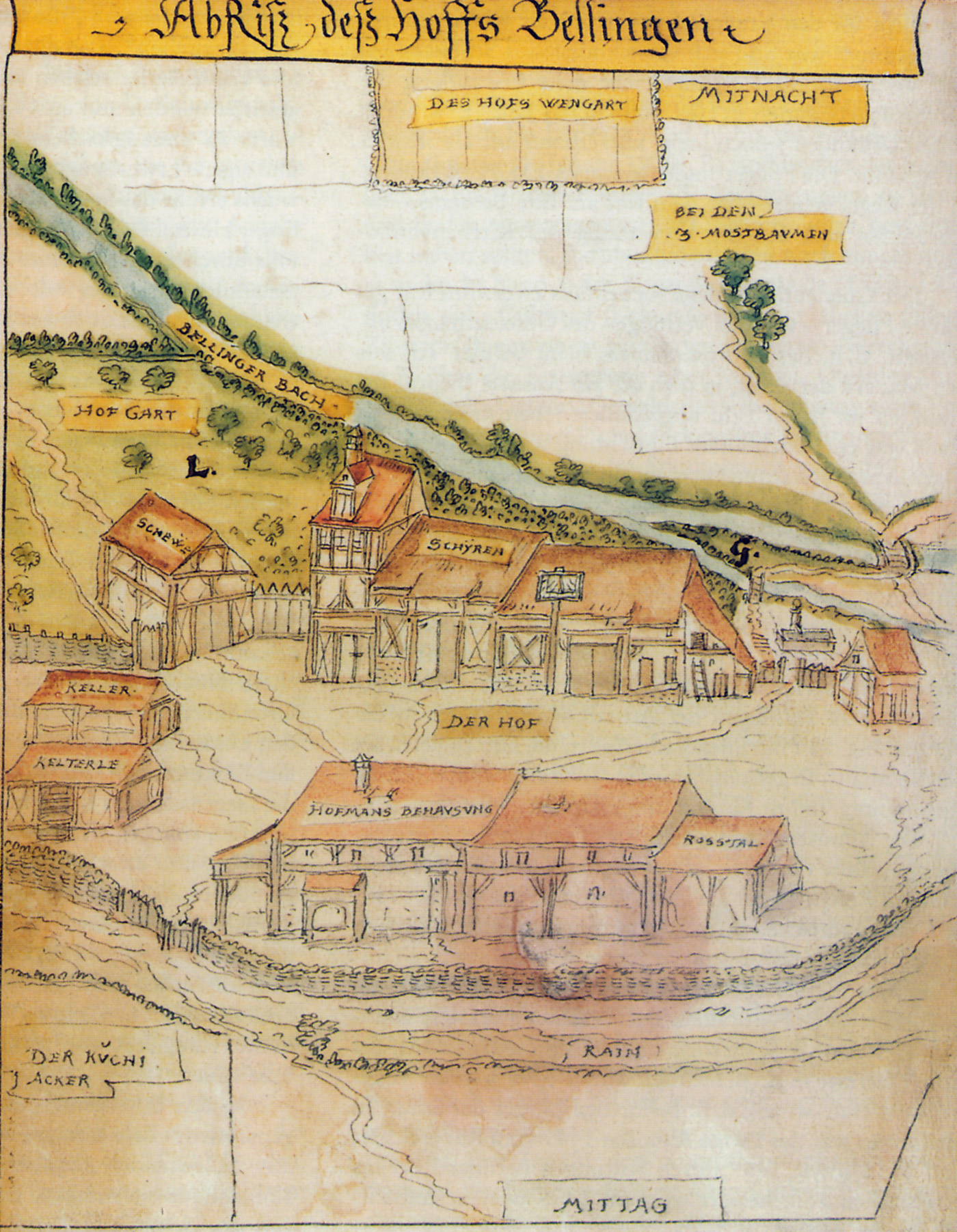
Ansicht des Böllinger Hofs im Lagerbuch des Heilbronner Katharinenspitals von 1619

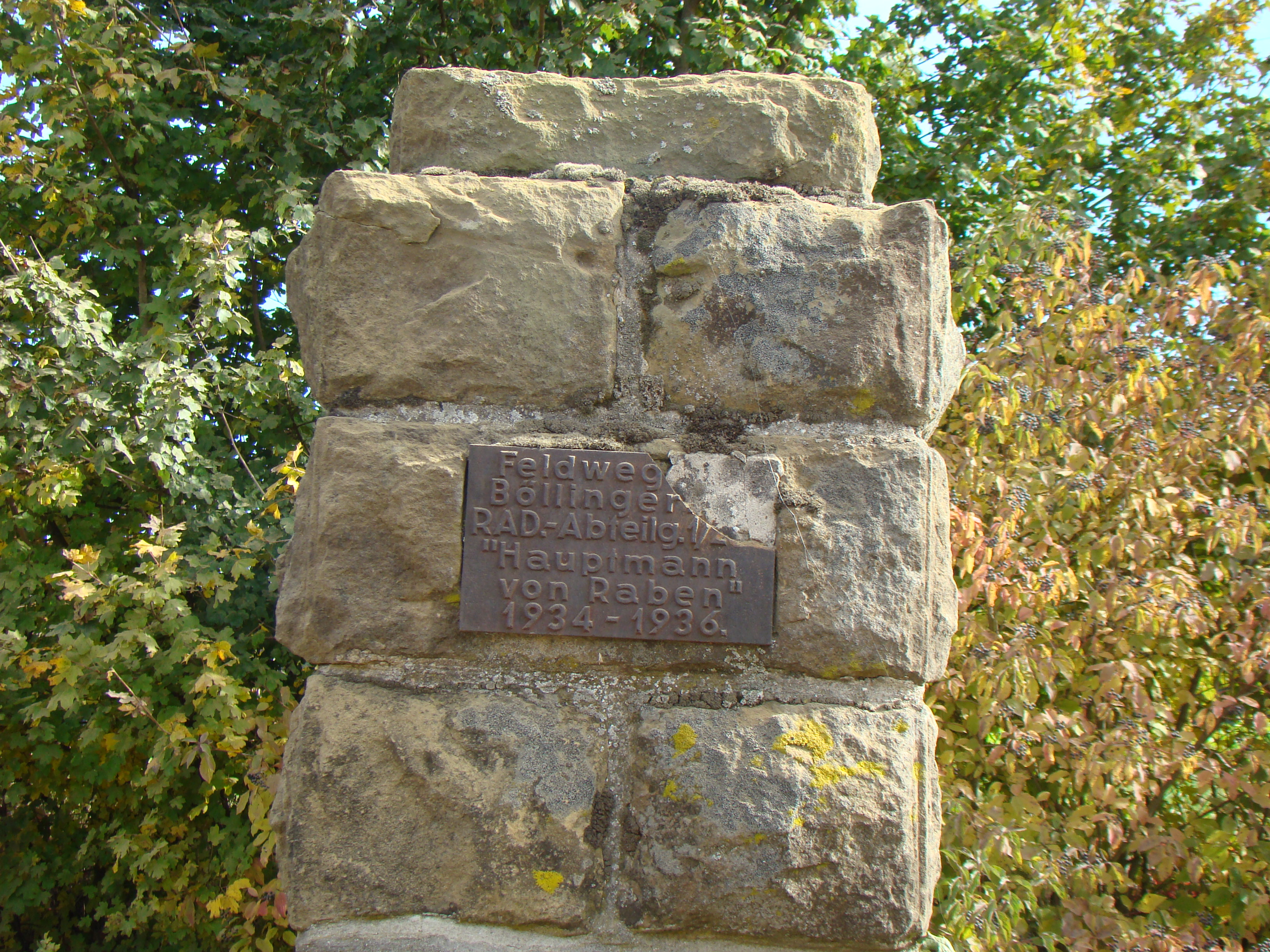
Erinnerungstafel an den Feldwegbau zum Böllinger Hof 1934–36 durch den Reichsarbeitsdienst

Böllingen ist eine partielle Ortswüstung auf der Gemarkung des heutigen Heilbronner Stadtteils Neckargartach und befand sich 2,2 Kilometer im Nordwesten von Neckargartach im unteren Tal des Böllinger Baches.

## Geschichte des Ortes Böllingen
Der Ort wurde 769 erstmals erwähnt, im Jahr 823 wird außerdem eine St. Peter und Paul geweihte Kirche am Ort genannt. Spätere urkundliche Erwähnungen liegen in großer Zahl vor. Aufgrund der Tatsache, dass der Ort auch selbst Ausstellungsort einer Schenkungsurkunde war, könnte es sich bei Böllingen um einen frühen Adelssitz gehandelt haben. Aus adligem Besitz gelangte der Ort sukzessive unter geistliche Herrschaft. Besitz am Ort hatten das Heilbronner Katharinenspital und das Heilbronner Franziskanerkloster, außerdem auch das Stift Wimpfen. 1363 wird noch ein Cunrat von Fürnvelt als Lehensmann des württembergischen Grafen Eberhard im Bart im Besitz des Dorfes Böllingen genannt, im 14. und 15. Jahrhundert wurde Böllingen dann gänzlich vom Heilbronner Spital erworben.
Über den Niedergang des Ortes gibt es keine verlässlichen Angaben. Die ältere Literatur vermutet den Niedergang bereits im 15. Jahrhundert. Jedoch scheint der Ort im frühen 16. Jahrhundert noch bestanden zu haben, da sich im Bauernkrieg 1525 Peter Wolff aus Böllingen beim Heilbronner Rat über Brandschäden an seinem Hof beklagte. Ein weiterer Böllinger Hofmann wurde wegen seiner Beteiligung an den Bauernunruhen in Krautheim verfolgt. Eine auf 1543 datierte angebliche nochmalige Erwähnung der Kirche des Ortes ist heute umstritten und beruht möglicherweise auf der Verwechslung mit einer Kirche in Böckingen. Die Heilbronner Spitalpfleger erhielten schließlich 1572 die Genehmigung zum Abriss der Böllinger Kirche. 1619 bestand lediglich noch der Altböllinger Hof mit der Böllinger Mühle, die heute noch von dem alten Ort künden.

## Deutung des OrtsnamensBöllingen
Der Ortsname wird als „zu den Leuten des Bello“ gedeutet.